# リカルド・ジュスティ
リカルド・ジュスティ（Ricardo Omar Giusti, 1956年12月11日 - ）は、アルゼンチン・サンタフェ州出身の元同国代表サッカー選手。ポジションはミッドフィールダー。アルゼンチン代表として、1986年メキシコW杯の優勝、1990年イタリアW杯準優勝のメンバーである。

## 経歴
主にCAインデペンディエンテで活躍、1980年から11年間に渡り在籍、リカルド・ボチーニと共に長年に渡りクラブを支え、295試合に出場した。1984年にはリベルタドーレス杯、トヨタ杯の優勝に貢献した。
アルゼンチン代表では1983年からプレー、53試合に出場。1986年メキシコW杯では全試合に出場し、優勝に貢献、1990年イタリアW杯でも準優勝、主要メンバーとしてプレーしたが、イタリア戦で退場となった。

## 個人成績

### 代表での成績
出典
| アルゼンチン代表 | 国際Aマッチ | 国際Aマッチ |
| 年               | 出場        | 得点        |
| ---------------- | ----------- | ----------- |
| 1983             | 3           | 0           |
| 1984             | 11          | 0           |
| 1985             | 8           | 0           |
| 1986             | 10          | 0           |
| 1987             | 5           | 0           |
| 1988             | 6           | 0           |
| 1989             | 3           | 0           |
| 1990             | 7           | 0           |
| 合計             | 53          | 0           |

## 代表歴
- 1983年 - 1990年 アルゼンチン代表
  - 代表通算 - 53試合出場
  - 1983年 - コパ・アメリカ
  - 1986年 - ワールドカップ・メキシコ大会 (優勝)
  - 1987年 - コパ・アメリカ (4位)
  - 1989年 - コパ・アメリカ (3位)
  - 1990年 - ワールドカップ・イタリア大会 (準優勝)

## タイトル

### クラブ
インデペンディエンテ
- プリメーラ・ディビシオン : 1983M, 1988-89
- インターコンチネンタルカップ : 1984
- コパ・リベルタドーレス : 1984

### 代表
アルゼンチン代表
- FIFAワールドカップ : 1986